# Cathédrale allemande de Berlin
La cathédrale allemande de Berlin (Deutscher Dom), ou officiellement Nouvelle église ou Temple neuf (Neue Kirche), se trouve sur la place du Gendarmenmarkt à Friedrichstadt, Berlin-Mitte.
Le Temple neuf fut l’ancienne église simultanée luthérienne-réformée des deux paroisses germanophone du quartier dit la Friedrichstadt. En raison de ses dimensions et de la langue paroissiale l'édifice est surnommé Deutscher Dom (Dôme allemand). La Neue Kirche fut élevée trois ans après sa consœur française (Temple de la Friedrichstadt, surnommé Französischer Dom, Dôme français). 
Conçue en 1708 d'après les plans de Martin Grünberg et réalisé par Giovanni Simonetti (de), l'édifice central repose sur un plan pentagonal plutôt inhabituel, largement remanié dans les années 1880 dans un style néo baroque. Le personnage qui couronne la coupole, adjoint en 1785, représente le Triomphe de la Vertu. Les deux paroisses luthérienne et réformée unissaient comme paroisse protestante unie après 1817. Après les destructions de la guerre en 1943, seules les façades extérieures ont été reconstituées. Après la reconstruction de l'édifice dans les années 1977 à 1988 le bâtiment est devenu un musée. À l'intérieur, une exposition exemplaire Wege, Irrwege, Umwege (Cours, Contours, Détours) présente les grandes étapes de la démocratie parlementaire en Allemagne depuis 1848 jusqu'aux développements récents dans le nouveau cadre européen.

## Paroissiens notables
- Ernst Theodor Amadeus Hoffmann
- Georg Wenzeslaus von Knobelsdorff, d'abord enterré à l'église, puis transféré au cimetière de Jérusalem et de la nouvelle église (division I).
- Antoine Pesne, d'abord enterré à l'église, puis transféré au cimetière de Jérusalem et de la nouvelle église (division I).

## Cimetières
La congrégation incluait de nombreux paroissiens notables berlinois puisque la paroisse de la nouvelle église était située dans le centre-ville où étaient regroupés des citoyens de classe aisée au XIXe siècle. Plusieurs paroissiens notables de cette époque reposent aujourd'hui dans les cimetières paroissiaux, rattachés non seulement à la nouvelle église mais aussi à l'église de Jérusalem, répartis en différentes divisions à Berlin-Kreuzberg et à Berlin-Neukölln.
- Cimetière de Jérusalem et de la nouvelle église (division I), construit en 1735 sur la zossener straße aux cimetières de Mehringdamm
- Cimetière de Jérusalem et de la nouvelle église (division II), construit dans les années 1750 sur la Zossener Straße aux cimetières de Mehringdamm
- Cimetière de Jérusalem et de la nouvelle église (division III), construit en 1821 sur Mehringdamm 21 aux cimetières de Mehringdamm
- Cimetière de Jérusalem et de la nouvelle église (division IV), construit en 1852 sur la Bergmannstraße 45–47 aux cimetières de la Bergmannstraße
- Cimetière de Jérusalem et de la nouvelle église (division V), construit en 1872 sur la Hermannstraße 84–90 aux cimetières de la Herrmannstraße